# Ligia vitiensis
Ligia vitiensis is een pissebed uit de familie Ligiidae. De wetenschappelijke naam van de soort is voor het eerst geldig gepubliceerd in 1853 door Dana.